# João Fonseca (football)
Pour les articles homonymes, voir Fonseca.
Pour le journaliste mozambicain, voir João Fonseca Amaral.
Pour le joueur de tennis brésilien, voir João Fonseca (tennis).
João Fonseca, de son nom complet João Francisco Fonseca dos Santos, est un footballeur portugais né le 19 février 1948 à Matosinhos. Il évoluait au poste de gardien de but.

## Biographie

### En club
João Fonseca intègre l'équipe première du Leixões SC en 1966, il reste sur le banc lors de sa première saison professionnelle. Il découvre la première division portugaise dès la saison suivante,,.
En 1969, il est transféré au Benfica Lisbonne. Au sein du club, il est cantonné à un rôle de remplaçant mais il est tout de même sacré Champion du Portugal en 1971 et 1972,,.
Lors de la saison 1972-1973, il est prêté au Leixões SC, il est alors titulaire,,.
De 1973 à 1975, il est prêté en Espagne au CD Ourense en deuxième division espagnole,,.
En 1975, Fonseca quitte Benfica pour être transféré au Varzim SC. Sa première saison est celle de la promotion en première division,,.
Après une saison 1976-1977 dans l'élite avec Varzim, il devient dès la saison 1977-1978 joueur  du FC Porto. Gardien titulaire, il est sacré Champion du Portugal en 1978 et en 1979.
Il quitte le FC Porto en 1983 pour représenter le FC Famalicão pendant une saison,,
Fonseca est gardien du GD Chaves dès 1984,,
Il raccroche les crampons après une dernière saison 1987-1988
Il dispute un total de 259 matchs en première division portugaise,. Au sein des compétitions européennes, il dispute 5 matchs en Coupe des clubs champions, 12 matchs en Coupe des coupes et 6 matchs en Coupe UEFA.

### En équipe nationale
International portugais, il reçoit une unique sélection en équipe du Portugal. Le 17 novembre 1976, il dispute un match contre le Danemark dans le cadre des qualifications pour la Coupe du monde 1978 (victoire 1-0 à Lisbonne).

### Entraîneur
Après sa carrière de joueur il entraîne notamment le GD Chaves, le SC Vila Real, le Varzim SC et l'AD Lousada.

## Palmarès
| Benfica Lisbonne - Championnat du Portugal (2) : - Champion : 1970-71 et 1971-72 |  | Varzim SC - Championnat du Portugal D2 (1) : - Champion : 1975-76. |  | FC Porto - Championnat du Portugal (2) : - Champion : 1977-78 et 1978-79. - Supercoupe du Portugal (1) : - Vainqueur : 1981. |